# 帕齊·蒂斯爾
帕特里夏·凱瑟爾·史密斯·「帕齊」·蒂斯爾（英語：Patricia Keyser Smith "Patsy" Ticer；1935年1月6日—2017年8月7日）是一位弗吉尼亚州的民主黨籍政治人物，前弗吉尼亚州参议院議員。

## 生平
蒂斯爾於华盛顿哥伦比亚特区出生，在亚历山德里亚長大，並於喬治華盛頓高中畢業。1955年，她在斯威特布賴爾學院獲得政治學學士學位，其後於1980年代出任亚历山德里亚議會議員。1990年，蒂斯爾當選為該市市長，任至1996年當選弗吉尼亞州參議院第三十選區議員為止。她在弗吉尼亞州參議院任職達16年，到2012年退休。
2017年8月7日，蒂斯爾因跌倒後遺症在亚历山德里亚的醫院去世。

## 外部連結
- . Richmond Sunlight.   [2017-08-11]. （原始内容存档于2021-04-12）.
- . Virginia Public Access Project.   [2017-08-11]. （原始内容存档于2012-10-24）.
- . Virginia State Board of Elections. （原始内容存档于2010-06-17）.
- 智慧專案表決 - 參議員帕特里夏·S·「帕齊」·蒂斯爾(VA)[永久]檔案
- 國家政治金錢研究所 - 帕特里夏·S·（帕齊）·蒂斯爾的競選捐款資料
  - 2005 2003 2001 1999 campaign contributions
- Washington Post - Senate District 30 Race

| 官衔                   | 官衔                                                 | 官衔                 |
| ---------------------- | ---------------------------------------------------- | -------------------- |
| 前任者： 吉姆·摩蘭     | 亞歷山卓市長 1991年－1996年                          | 繼任者： 凱利·J·多尼 |
| 弗吉尼亞州參議院       |                                                      |                      |
| 前任者： 鮑伯·卡爾霍恩 | 弗吉尼亚州参议院第三十選區 參議院議員 1996年－2012年 | 繼任者： 亞當·艾賓   |